# Сасебо
Сасе́бо (яп. 佐世保市 Сасэбо-си) — центральный город в Японии, находящийся в префектуре Нагасаки. Площадь города составляет 426,49 км², население — 255 347 человек (1 июля 2014), плотность населения — 598,72 чел./км². В Сасебо находился военно-морской арсенал, один из четырёх крупнейших военно-морских арсеналов Императорского флота Японии, ныне — судостроительная верфь компании Sasebo Heavy Industries, база Седьмого флота ВМС США и база Морских сил самообороны Японии.

## Географическое положение
Город расположен на западной оконечности острова Кюсю, в северной части префектуры Нагасаки региона Кюсю. С ним граничат города Мацуура, Сайкай, Хирадо, Имари и посёлки Хасами, Садза, Каватана, Арита. В территорию города также входят крупный остров Харио, перекрывающий вход в залив Омура, и северная часть архипелага Гото. Западная береговая линия Сасебо сильно изрезана, а у берега разбросано более 200 покрытых лесом островков (острова Кудзюку). В 1955 году этот район был объявлен национальным парком Сайкай.

## История
Первые археологические находки в районе Сасебо сделаны в районе горы Эбоси-даке, их возраст составляет около 25 тыс. лет.
Сасебо был рыбацкой деревушкой до конца 19 века. Ближайшим к нему городом являлась Аиноура. В 1883 Сасебо посетил будущий адмирал Того Хэйхатиро, оценивший преимущества глубокой гавани, наличия поблизости угольных шахт и его близость к континенту. Возведение порта началось в 1887 году и завершилось через два года. В 1889 город стал центром одноимённого Военно-морского округа, развитие военного порта привело к процветанию города. 1 апреля 1902 года Сасебо получил статус города.
В 1905 из Сасебо Императорский флот Японии под командованием адмирала Того отплыл навстречу русскому флоту в Цусимский пролив, где разыгралось Цусимское сражение. Город был важной базой ВМС, и в разгар Второй Мировой войны на военно-морском арсенале работало около 5 тыс. человек.
Около половины города было разрушено американскими бомбёжками во время войны. Больше всего ущерба нанесла бомбардировка 28 июня 1945 года. Американские морские пехотинцы высадились в Сасебо 22 сентября 1945 года, а в июне 1946 года была основана база Сасебо ВМС США (англ. U.S. Fleet Activities Sasebo).
Сасебо приобрёл особое значение в годы Корейской войны, когда оттуда отправлялись в Корею войска ООН. Позже, во время войне во Вьетнаме, Сасебо опять использовали корабли Седьмого флота США.
В 1964 году Сасебо стал одним из двух портов (наряду с Йокосукой), куда Япония позводила заходить атомным подводным лодкам, а через несколько лет — и атомным кораблям. В 1973 году в городе была основана база Морских сил самообороны Японии, а в середине 1970-х американцы стали уменьшать своё присутствие в городе. В начале 1980-х ВМС США вновь увеличило свою активность в Сасебо. Во время Войны в Персидском заливе порт служил базой поддержки и снабжения для задействованных в войне сил США.

## Экономика
Городской порт является основой экономики Сасебо. С момента основания он был одним из важнейших торговых портов Западной Японии, а также важным судостроительным центром. На сегодняшний день Сасебо является крупным рыболовецким портом, у островов Кудзюку выращивают жемчуг и устриц, продающихся по вссей Японии. В городе расположены верфи основанной в 1946 году компании Sasebo Heavy Industries.

## Население
Население города составляет 255 347 человек (1 июля 2014), а плотность — 598,72 чел./км². Изменение численности населения с 1980 по 2005 годы:
| 1980 | 288 231 чел. |  |
| 1985 | 287 349 чел. |  |
| 1990 | 280 261 чел. |  |
| 1995 | 279 551 чел. |  |
| 2000 | 274 399 чел. |  |
| 2005 | 269 574 чел. |  |

## Культура
В районе города есть множество церквей и объектов, связанных со скрытыми христианами, часть которых вошла в список всемирного наследия ЮНЕСКО как часть объекта «Скрытые христианские объекты в регионе Нагасаки». В центре города расположена католическая церковь Миура. В городе действует католическая старшая школа Сэйва. Нынешняя культура Сасебо испытала на себе сильное влияние американской.

## Символика
Деревом города считается Benthamidia florida, цветком — Lilium speciosum.

## Известные личности
- Рю Мураками — писатель и кинорежиссёр.